# Tiago Cação
Tiago Cação (* 28. Februar 1998 in Peniche) ist ein portugiesischer Tennisspieler.

## Karriere
Auf der Junior Tour erreichte Cação Anfang 2016 mit Platz 57 seine höchste Notierung.
Bei den Profis spielte er ab 2016 auch regelmäßig auf der ITF Future Tour. Dort gewann er 2017 im Doppel seinen ersten Titel, blieb Ende des Jahres aber noch außerhalb der Top 1000 der Weltrangliste platziert. Das änderte sich 2018, als er im Einzel im Februar sein erstes Finale erreichte, das er – genau wie sein zweites Finale zwei Monate später – gegen seinen Landsmann Frederico Ferreira Silva verlor. In Braga spielte er sein erstes Match auf der ATP Challenger Tour, wo er zum Auftakt Alex de Minaur unterlag. Im weiteren Jahresverlauf unterlag er in drei weiteren Future-Finals, doch kam Ende des Jahres dennoch bis auf Platz 398 der Welt. Im Doppel gewann er im Jahresverlauf drei weitere Futures und stieß in die Top 500 vor.
Anfang 2019 verlor er wegen der Punktereform der ITF einige seiner Punkte, wodurch er aus den Top 600 fiel. Er schaffte bei einem Future eine weitere Finalteilnahme sowie in Braga und Lissabon seine ersten Siege auf Challenger-Ebene. Beim Turnier der ATP Tour in Estoril spielte der Portugiese dank einer Wildcard im Doppel sein erstes Spiel auf diesem Niveau. An der Seite seines Trainers Frederico Gil verlor er das Auftaktmatch im Match-Tie-Break.